# 韋林格勒市鎮
韋林格勒市，是保加利亞的城鎮，位於該國西南部，由帕扎爾吉克州負責管轄，首府設於韋林格勒，面積782.97平方公里，人口37,670，人口密度每平方公里48.11人。